# 巴特萊特鎮區 (明尼蘇達州托德縣)
巴特萊特鎮區（英語：Bartlett Township）是位於美國明尼蘇達州托德縣的一個行政鎮區。

## 歷史
巴特萊特鎮區於1883年成立，得名自早期定居的巴特萊特家族。

## 地方資料
巴特萊特鎮區的面積為93.15平方千米，皆為陸地。根據2020年美國人口普查的數據，當地共有人口452人，而人口密度為每平方千米4.85人。